# Marc Van Aperen
Marcus (Marc) Van Aperen (1956) is een Belgisch bestuurder en liberaal politicus voor de lokale partij Hoogstraten Leeft en vervolgens Open Vld.

## Levensloop
Van Aperen groeide op in een gezin met elf kinderen, waarvan hij de tiende was. Hij doorliep zijn middelbaar onderwijs aan het Sint-Janscollege te Meldert en vervolgens aan het Collège Saint-Quirin te Hoei. Hierop aansluitend vatte hij een studie Romaanse filologie aan, maar maakte deze studies niet af. Vervolgens ging hij naar de Plantijn Hogeschool te Antwerpen, alwaar hij studies 'communicatie en public relations' volgde. Later was hij in verschillende internationale bedrijven werkzaam als public relations- en communicatie manager. Hij werkte onder meer voor Opel/General Motors, Nestlé, Borealis, en Medtronic (pacemakers, insulinepompen).
Van Aperen maakte zijn politiek debuut bij de gemeenteraadsverkiezingen van 2012, waarbij hij lijsttrekker was de lokale kieslijst 'Hoogstraten Leeft' (de opvolger van de KVB). Zijn broer (en zittend burgemeester) Arnold werd lijstduwer. Bij de gemeenteraadsverkiezingen van 2018 was Van Aperen wederom lijsttrekker. Hij behaalde bij deze verkiezingen 1553 voorkeurstemmen. Zijn partij behaalde 38% van de stemmen, wat resulteerde in 11 van de 27 zetels in de gemeenteraad. Sinds 1 januari 2019 is hij burgemeester van Hoogstraten. Hij vormde een bestuurscoalitie met N-VA. Hij volgde in deze functie Tinne Rombouts op.
Een deel van zijn legislatuur werd gekenmerkt door het crisismanagement van de COVID-19-crisis. Hij haalde het nationale nieuws doordat hij de grens met Nederland hermetisch afsloot. Eveneens tijdens deze bestuursperiode vond de restauratie van de Sint-Katharinakerk plaats. In de vorige legislatuur drong een noodrestauratie zich op, omdat er stenen van de kerktoren vielen. Gaandeweg werden andere gebreken aan het monument zichtbaar waardoor een groot restauratieproject gestart werd dat deze legislatuur zal overstijgen. Ook zette hij zich tijdens zijn ambtstermijn in voor diverse lokale projecten en initiatieven. Een belangrijk project is de samenwerking met Za-Kpota in Benin, waarmee Hoogstraten een stedenband heeft opgebouwd. Deze samenwerking richt zich op wederzijds begrip en hulp op verschillende maatschappelijke gebieden. Een ander project is de verwezenlijking van de Kloostersite Meer door een groep vrijwilligers. Daarnaast heeft hij bijgedragen aan de erkenning van Wortel-Kolonie als cultureel werelderfgoed door UNESCO. Dit project, dat de integratie van natuur en cultuur benadrukt, is een belangrijk voorbeeld van zijn inzet voor zowel lokale als internationale samenwerking.
Toch had hij ook tegenwind van de Hoogstraatse bevolking met betrekking tot het Heilig Bloedpark, in de volksmond het Rozekranspark, dat hij deels wilde laten verdwijnen voor een bouwproject. Hiertegen werd een activistische facebookgroep opgericht. Ook de herinrichting van parkeerplaatsen in het centrum van Hoogstraten was een idee dat niet van de grond kwam door financiële tegenslagen. De bevolking reageerde ook tegen het idee van betalend parkeren. Daartegenover stond dat er wel kansen waren om veranderingen in het centrum te bewerkstelligen, doordat een groot terrein vrijkwam van het voormalig hotel 'De Tram'.
Van Aperen heeft aangekondigd niet beschikbaar te zijn voor een nieuwe termijn als burgemeester na de gemeenteraadsverkiezingen van 2024, waarbij hij niet meer opkwam. Wel was hij lijsttrekker voor de Open Vld-kieslijst bij de provincieraadsverkiezingen voor het provinciedistrict Turnhout, maar hij werd niet verkozen.
Zijn broer Julien was eveneens politiek actief, evenals zijn oom Jos (die eveneens burgemeester van Hoogstraten was).